# T.J. Miller
Todd Joseph "T.J." Miller, född 4 juni 1981 i Denver, är en amerikansk skådespelare och komiker. Han är mest känd för sin roll i sitcom-serien Silicon Valley och som Weasel i filmen Deadpool. Han är även verksam som röstskådespelare där han bl.a. gör rösten till Flåbuse i Draktränaren. Draktränaren 3 är den enda delen i hela Draktränaren-serien som Miller inte gjorde rösten till Flåbuse i eftersom han arresterades april 2018 för att, förmodligen berusad, ha rapporterat in ett falskt bombhot på ett tåg.